# カール・エーヴァルト・ハッセ

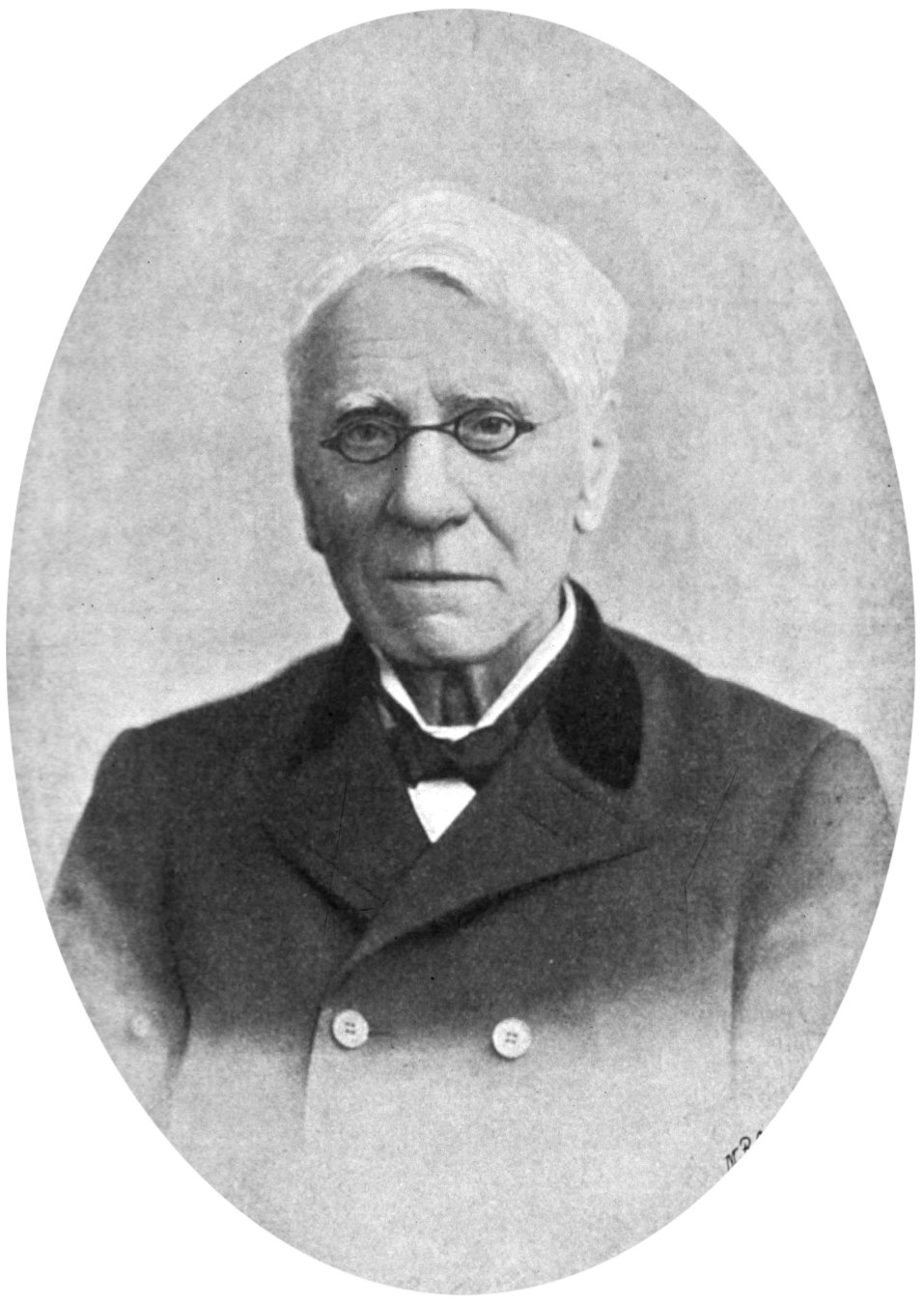
カール・エーヴァルト・ハッセ

カール・エーヴァルト・ハッセ（ドイツ語: Karl Ewald Hasse、1810年6月23日 - 1902年9月26日）は、ドイツの医師、病理学者。父は歴史学者フリードリヒ・クリスチャン・アウグスト・ハッセ。

## 経歴
ドレスデンで生まれた。ドレスデンの外科医学校とライプツィヒ大学で医学を学び、1833年に博士号を取得した。その後、パリとウィーンで教育を受け、1836年にはライプツィヒに戻り、ハビリテーションを受けた。1839年にはライプツィヒの病理解剖学の准教授となり、1844年にはチューリッヒに移り、州立病院の医長と病理学の教授に任命された。
1852年にはハイデルベルク大学の医院の特殊病理学教授に就任し、1856年にはゲッティンゲンでも同職に就き、1878年まで医局長を務めた。彼の著作の中には "Anatomische Beschreibung der Krankheiten der Circulations- und Respirations-Organe "というものがあり、この本はウィリアム・エドワード・スウェインによって英訳され、1846年に "An anatomical description of the diseases of the organs of circulation and respiration "として出版された。
スイスの精神科医で精神外科の先駆者であるゴットリーブ・ブルクハルトが、神経疾患の医学分野に進出することを決断したのは、彼のおかげである。

## 発表した論文
- Die Menschenblattern und die Kuhpockenimpfung, eine geschichtliche Skizze (Smallpox and cowpox, a historical sketch), 1852.
- Krankheiten des Nervensystems (Diseases of the nervous system), 1855, second edition 1868.
- Karl Ewald Hasse, der Nestor der deutschen Kliniker, by Hermann Obst, 1900.

From 1874, Hasse directed Gustav Born, the father of Max Born. Hasse's anti-semitism led him to treat Born with disdain -(Greenspan 2005:10). Nancy Thorndike Greenspan (2005) "The end of the certain world: the life and science of Max Born".